# Franz Segenschmid

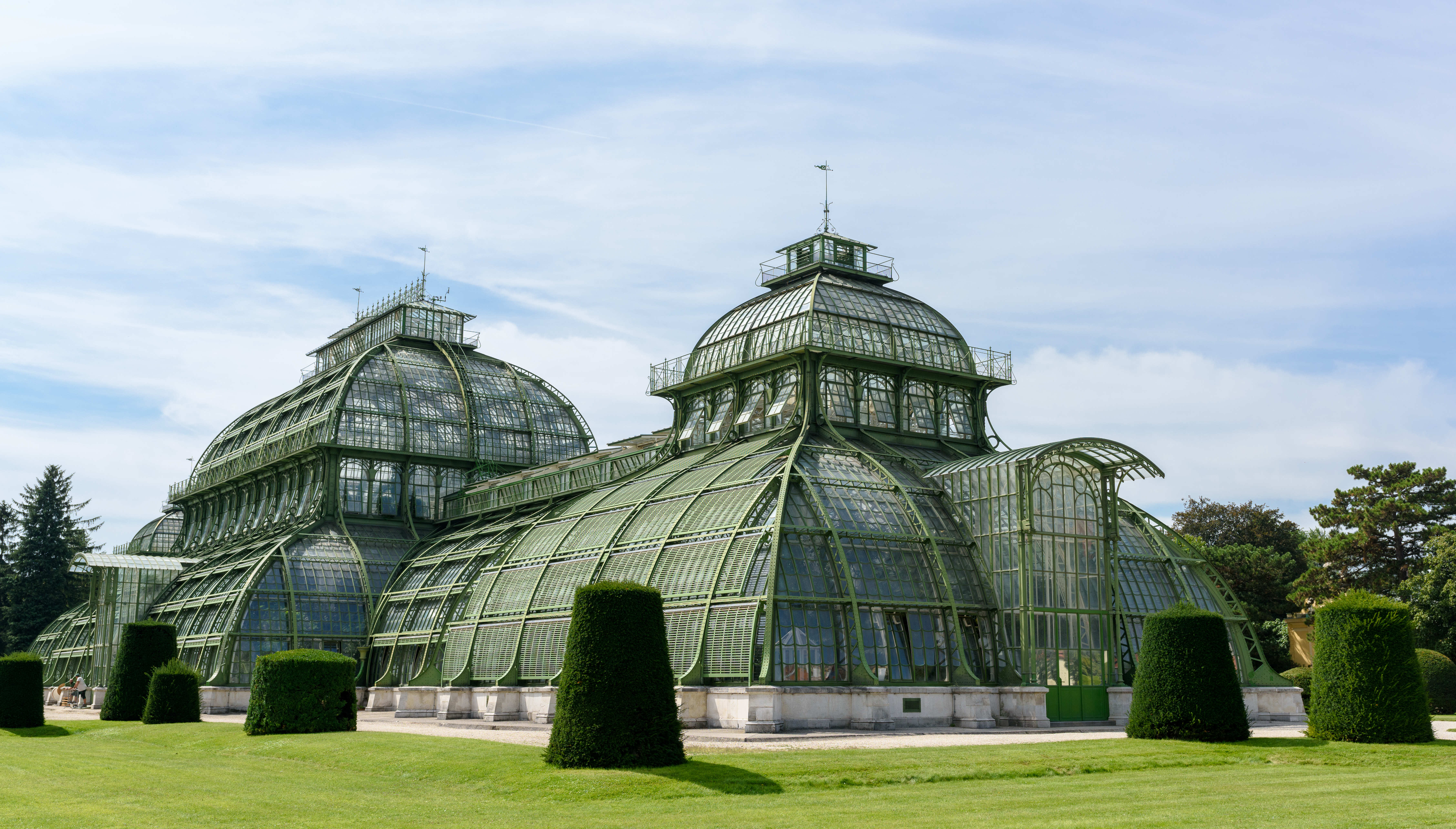
Palmiarnia przy Pałacu Schönbrunn

Franz Xaver von Segenschmid (ur. 2 grudnia 1839 w Wiedniu, zm. 8 czerwca 1888 w Baden bei Wien) – architekt austriacki, konstruktor m.in. Palmiarni przy Pałacu Schönbrunn.
Był synem Wilhelma producenta jedwabiu. W latach 1856–1860 studiował na Politechnice Wiedeńskiej a następnie w latach 1860–1862 w wiedeńskiej Szkole Sztuk Pięknych. Od 1864 był członkiem austriackiego Stowarzyszenia Inżynierów i Architektów. Odznaczony  w 1882 Orderem Korony Żelaznej 3 klasy, w 1884 Oficer Orderu Leopolda. Jako Obersthofmeister zajmował się głównie renowacją i przebudową zamków i rezydencji należących do rodziny cesarskiej. Zmarł po długiej i ciężkiej chorobie w wieku 49 lat.